# Mount Ellsworth
Mount Ellsworth är ett berg i Antarktis. Det ligger i Västantarktis. Nya Zeeland gör anspråk på området. Toppen på Mount Ellsworth är 2 925 meter över havet.
Terrängen runt Mount Ellsworth är bergig åt nordost, men åt sydväst är den kuperad. Mount Ellsworth är den högsta punkten i trakten. Trakten är obefolkad. Det finns inga samhällen i närheten.